# Osvaldo Ramos
Ubaldo Pedro Santieusanio, cuyo nombre artístico era Osvaldo Ramos (Villa Adelina, Buenos Aires, Argentina; 13 de mayo de 1933 - Ibd.; 17 de agosto de 2015), fue un cantor de tangos, compositor y letrista, integrante de la orquesta de Juan D'Arienzo.

## Carrera
Fue el penúltimo de los cinco hijos del matrimonio formado por Carmen Rodríguez y Domingo Santieusanio. Osvaldo Ramos fue un cantante de tangos que alcanzó gran notoriedad al integrar el último grupo orquestal del genial director Juan D'Arienzo luego de reemplazar a Jorge Valdez.
De joven participó en un concurso de jóvenes valores en la localidad de Munro, provincia de Buenos Aires, y lo ganó. Ese mismo año, 1948, debutó en el cuarteto del bandoneonista Beliera, conjunto que animaba reuniones bailables en clubes de Don Torcuato, Villa de Mayo, Los Polvorines y pueblos aledaños.
Vecino del bandoneonista Orlando Vitullo, director de un cuarteto de la zona, participaba en los ensayos del grupo y, de esa manera, acrecentó su formación musical y perfiló su estilo.
En 1951 resultó ganador de un concurso de mayor importancia, en la Confitería La Armonía de la calle Corrientes, a causa del cual consiguió un contrato por dos meses para cantar acompañado por las guitarras de Olmos, Medina y Francese.
Luego de cumplido el servicio militar, interrumpió un tiempo la actividad retomándola, en 1956, en la orquesta Romero-Spinelli, donde adopta el seudónimo Osvaldo De Santis. Con esa formación actuó durante dos años en diversos locales bailables: El Palacio Güemes, Salón Colegiales, Salón Urquiza y en bailes de carnaval. De buen repertorio, se lucía con los tangos «Remembranza» y «Lágrimas de sangre», entre otros.
En 1958, Leopoldo Federico le propuso incorporarse a su orquesta, para ocupar la plaza que dejara vacante Hugo Marcel. Debutó en un club de la localidad de Matheu y, poco tiempo después, actuaron en los bailes de Carnaval del Club Atlético Boulogne. También, en Radio Belgrano y Canal 7 de televisión, en la confitería Richmond, y en giras por el interior del país.
En 1960, ingresó a la de Florindo Sassone. Ocupó la plaza del cantor Alberto Fontán Luna. Realizaron presentaciones por Radio El Mundo y en televisión. A su vez, actuaron en Patio de Tango (ex La Armonía) y en el Marabú. También, participó en una gira por el Uruguay. Y, el 21 de junio de 1960, llega al disco por primera vez con el tango Esclavo de tu piel, de Lucio Demare y versos de Alberto Martínez. Luego vendrían 5 registros más con Sassone.
En 1962 integró también como primera voz un conjunto folclórico de cantores de tango, Los Bonaerenses, compartiendo rubro con Roberto Mancini (arreglador vocal), Tito Landó, y Luis Rivera, registrando para el disco en tiempo de guarania "Única" (Eugenio Majul y Roberto Pérez) y "Malón de ausencia" (de Edmundo Rivero) y además interpretaron "Zamba de la toldería" en la película Los viciosos (con Graciela Borges y Jorge Salcedo).
Desde 1965 hasta 1974 integró la orquesta de Juan D’Arienzo, formando así la última formación orquestal junto con los cantores Alberto Echagüe y Armando Laborde, totalizando así 67 registros. Algunos de ellos fueron Bailate un tango Ricardo, Mi dolor y El bar de Rosendo, de Ángel D'Agostino y Enrique Cadícamo.
Actuaron en las radios Splendid y El Mundo. También, en Sábados circulares, con la conducción de Nicolás Mancera, en Canal 13 y en Yo te canto Buenos Aires, con Julio Jorge Nelson (Canal 11).
En agosto de 1965, grabó Sentimiento gaucho y, en 1967, apareció con la orquesta, en la película Una ventana al éxito, donde canta El tren de las ocho. Realizaron giras por Uruguay, por el interior del país y, en 1970, se presentaron en Michelángelo y en el Chantecler. 
En 1971, D'Arienzo con sus tres cantores: Armando Laborde, Alberto Echagüe y Osvaldo Ramos, actúa el Teatro Odeón, en una revista de tango, compartiendo cartel con Tito Lusiardo, Roberto Goyeneche y Alba Solís.
En 1973 integra Los Solistas de D'Arienzo. Ese año, grabaron para el Sello Music Hall, pero con el nombre Los Solistas, por compromisos contractuales de D'Arienzo con el sello Víctor. Al margen de ello, en 1975, Ramos registró dos temas con el conjunto de Dante Smurra.
Con Los Solistas de D'Arienzo y junto a Alberto Echagüe actuaron en el programa Grandes Valores del Tango, en Canal 9, realizaron giras por el interior y, en 1978, otras por Colombia, Perú, Brasil y Uruguay.
En 1985, volvió a grabar, en esta ocasión, con el cuarteto de Mario De Carlo y con la orquesta de Omar Valente, y entre 1993 a 1997, con Los Dandys del Compás.
Osvaldo Ramos murió por causas naturales a los 82 años el lunes 17 de agosto de 2015, poco tiempo atrás había sido invitado al programa Hechos y protagonistas conducido por Anabela Ascar por Crónica TV junto a su hijo también cantor Pablo Ramos y su orquesta Los Herederos del Compás.

## Filmografía
- 1967: Una ventana al éxito.[7]
- 1962: los viciosos.[8]

## Apariciones en televisión
- 1965: Sábados continuados.
- 1965: Yo te canto Buenos Aires.
- 1966: Sábados circulares
- 1971: El tango del millón.
- 1972: Rolando Rivas Taxista.
- 1973: Grandes Valores del Tango.
- 1979: tango y goles.
- 1992: cocinando con Galán.
- 1993: Argentinisima.
- 2000: Los Capos del Tango.
- 2015: Hechos y protagonistas.

## Obras Compuestas
- Adiós a mi viejo con Dante Smurra.
- Aquel mismo muchacho con Normando Lazara.
- Así te quiero siempre con Carmela Laino y Jorge Fernández.
- Bailarín milonguero con Antonio Spinelli.
- Bésame y abrázame con Carlos Lazzari y Miguel Ángel Pepe.
- Cincuenta abriles con Prosdócimo Mario Carlos Loren.
- Corazón de artista con Antonio Spinelli y Ricardo Ballabeni.
- Corazón de poeta con Antonio Spinelli.
- Cuenta nueva con Mario De Carlo.
- El pan que repartió, con Mario De Carlo y Miguel Ángel Pepe
- el vuelo de la paloma con Antonio Spinelli y Osvaldo Jorge Rueda.
- En el mismo bar con Ángel Di Rosa.
- fue fantasía tu amor  con Normando Lázara.
- Ha partido mamá con Normando Lázara
- Hoy Momo hace reír con Normando Lázara
- La vida en un beso con Dante Smurra y Enrique Guerra
- Mariposa mentirosa con Miguel Ángel Pepe y Di Rosa
- Mi Frío dolor con Carlos Lazzari y Pedro Gallelli.
- Mi madre y su mirada con Miguel A. Pepe y Rafael Zamora.
- Mi vida yo la reviento con Ernesto Franco.
- No soy nada sin tu amor con Prosdocimo Mario Carlos Loren.
- Nuestro amor es pecado con Carlos Lazzari.
- Nuestro amor no morirá con Carlos Lazzari y Normando Lázara.
- Plegaria para un hijo con Carlos Lazzari y Miguel Ángel Pepe.
- Por sentirte mía con Ricardo Martínez.
- Que voy a hacer con Antonio Spinelli y Ricardo Ballabeni.
- Ruego Gaucho con Antonio Spinelli y Ricardo Ballabeni.
- Tibio amor de primavera con Prosdocimo Mario Carlos Loren.
- tristeza y lluvia con Dante Smurra y Eduardo Luján.
- Un papel en el viento con Normando Lázara.
- Y me enamoré de ti con Prosdócimo Mario Carlos Loren.

## Discografía
Con Florindo Sassone con el nombre de Osvaldo De Santi (SELLO ODEON)
- Esclavo de tu piel - Música: Lucio Demare. Letra: Alberto Laureano Martínez
- Luto Blanco - Música: Armando Pontier. Letra: Alberto Laureano Martínez
- Violeta - Letra: Raúl Costa Olivieri Música :Florindo Sassone y Javier Mazzea
- Coqueteando por la ribera - Letra: Yaraví Música:Florindo Sassone y Javier Mazzea
- Mi Corazón te perdonó - Letra:Carlos Russo Música: Mapera
- Errante Vagabundo – Letra:Reinaldo Yiso Música:Ángel Cabral  (a dúo con Alberto Rial)

con Los Bonaerenses Grupo Folclórico de Cantores de Tango 
- Única (Música: Roberto Pérez Prechi. Letra: Eugenio Maju)
- Malón de Ausencia (Letra y música: Edmundo Rivero)

Con Juan D'Arienzo (SELLO RCA VICTOR)
- Sentimiento Gaucho (F. Canaro, R. Canaro, J.A. Caruso)Tango 11-08-65 (AVL-3603)
- Yo No Sé Que Me Han Hecho Tus Ojos (F. Canaro) Vals 12-08-65 (AVL-3603)
- Desconocidos (L. Stazo, F. Silva) Tango 02-09-65 (AVL-3688)
- Solo Un Renglón(J. De La Fuente, A. Gatti) Tango 27-09-65 (AVL-3688)
- La Mimada(M.A. Fama) Milonga 27-09-65 (AVL-3688)
- Junto A Mi China(C. Puglisi, Lafe) Tango 27-09-65 (AVL-3688)
- Dandy (L. Demare, A. Irusta, R. Fugazot) Tango 14-10-65 (AVL-3634)
- Camino Sin Final (J. Tinelli, C. Marín) Tango 14-10-65 (AVL-3634)
- Solamente Por Amor (Ely Zule) Tango 14-10-65 (AVL-3634)
- El Tren De Las Ocho (J. Polito, C. Lazzari, A. Lamonaca) Tango 14-10-65 (AVL-3634)
- Solo Tu Voz(R. Pereyra, A.B. Baya) Tango 18-11-65 (AVL-3634)
- Cuanto Te Extraño Vida Mía(Enrique Alessio, Miguel Buchino) Tango 18-11-65 (AVL-3634)
- Nada, Nada Más Que Amor(José Dames, Oscar Rubens) Tango 18-11-65 (AVL-3688)
- Para Siempre(Armando Pontier, F. Silva) Tango 10-11-66 (AVL-3730)
- Presente Barra Querida(M. Orrico, H.A. Bello Schmitt) Tango 10-11-66 (AVL-3730)
- Bailate Un Tango, Ricardo(J. D'Arienzo, U. Petit de Murat) Tango 10-11-66 (AVL-3730)
- Amor De Fortinera(C. Lazzari, J. Polito) Milonga 17-11-66 (AVL-3730)
- Azul, Siempre Azul(C. Lazzari, J. Polito, A.R. Gatti) Tango 17-11-66 (AVL-3730)
- Virgen De La Serrania(E. Donato, A. Cosentino) Tango 17-11-66 (AVL-3730)
- Me Diste Un Beso(C. Lazzari, J. Polito, A.C. Minotti) Tango 22-11-66 (AVL-3730)
- Yo Te Quiero Así(A. Pontier, F. Silva) Tango 23-10-67 (AVL-3790)
- Sin Explicación(O. Cáceres, N. Amengual) Tango 30-10-67 (AVL-3790)
- Guitarra(M. Bucino) Tango 30-10-67 (AVL-3790)
- Buscate Un Amorcito(J. De La Fuente, A.R. Gatti) Tango 30-10-67 (AVL-3790)
- Cuéntame Tu Pena(F. Silva, F.S. Paz) Tango 14-11-67 (AVL-3854)
- Me Vio Tu Barrio(C. Lazzari, J. Polito, A. Cereminati) Tango 14-11-67 (AVL-3854)
- La Mariposa(P. Maffia, C.E. Flores) Tango 28-11-67 (AVL-3854)
- Porqué Porqué Mi Dios(J. D'Arienzo, H.A. Bello Schmitt) Tango 27-08-68 (AVL-3819)
- Gardenias(M.P. Huergo, M. Ferradas Campos) Tango 27-08-68 (AVL-3819)
- Viejo Lobo(O. De La Fuente, A. Anaya) Tango 06-09-68 (AVL-3819)
- Padre Mío(G. Gómez, R. Cardé) Tango 06-09-68 (AVL-3819)
- Sin Ti(J. Galeno, H. Bello) Tango 01-08-69 (AVL-3883)
- El Tren De Buenos Aires(H. Silva, L.F. Andueza) Tango 01-08-69 (AVL-3925)
- Dulce Novia(M.A. Mazzini) Tango 01-08-69 (AVL-3989)
- Aquel Abril(A. Ceti, A. Pernas) Tango 01-08-69 (AVL-3883)
- Sombras De Olvido (A.F. Guevara) Tango 12-08-69 (AVL-3925)
- Solo Tuya (E. Franco, C. Martínez, N. Hermida) Tango 12-08-69 (AVL-3883)
- Cumpleaños De Mamá (A.C. Minotti) Vals 18-09-69 (AVL-3925)
- Pregonera (A. De Angelis, J. Rótulo) Tango 18-09-69 (AVL-3883)
- Falso (J. D'Arienzo, H.A. Bello Schmitt) Tango 20-10-69 (AVL-3989)
- A Tu Lado (R. Cuenca) Tango 20-10-69 (AVL-3925)
- El Aguacero (C. Castillo, J.G. Castillo) Canción campera 20-10-69 (AVL-3925)
- Glorioso Chantecler (J. Polito, C. Lazzari, A. Gatti) Tango 13-08-70 (3AE-3719)
- Recuerdo La Casa (J. Igartua, L.C. Guerello) Tango 13-08-70 (AVL-3989)
- Oro Y Diamantes (H. Mauré, Dandy) Tango 13-08-70 (3AE-3795)
- Senda Florida (R. Rossi, E. Cárdenas) Tango 21-08-70? (AVL-3989)
- El Cielo Lloró Por Mi (A. Minotti, Mapera) Tango 15-09-70 (3AE-3736)
- Zapatitos De Raso (J. Dragone, F.A. Caprio) Milonga 29-10-70 (AVL-4099)
- Tuve Que Llorar (C. Hernández, R. Cassinelli) Tango 16-12-70 (AVS-4579)
- El Carrerito (R. De Los Hoyos, A. Vaccarezza) Tango 16-12-70 (AVL-4099)
- Estoy Pagando La Culpa (R. Giménez, R. Rufino, R. Caló) Tango 16-09-71 (AVL-4047)
- Quereme Un Poco Más (Z. Canicoba) Tango 30-09-71 (AVL-4047)
- Mi Viejo Vals (C. D'Amico, M. Orsi) Vals 26-11-71 (3AE-3795)
- Lo que tu llamas amor (J.Curi - G.Tortora) Tango 26-11-71 (Inédito)
- Como en un recuerdo (H.Yemmi - C.Ziccaro) Tango 26-11-71 (Inédito)
- Sin tu Canción (A. De Angelis - R. Otero) Tango 26-11-71 (Inédito)
- Perdóname Si Quieres (J. Dragone, R. Cardé) Tango 26-11-71 (3AE-3795)
- Mi Dolor (C. Marcucci, M.A. Meaños) Tango 14-12-72 (AVS-4154)
- El Bar De Rosendo (A. D'Agostino, E. Cadícamo) Tango 14-12-72 (AVS-4154)
- Señor Del Compás (J.B. Devoto, L. Guerello) Tango 14-12-72 (AVS-4154)
- Mi Vida Yo La Reviento (E. Franco, O. Ramos) Tango 14-12-72 (AVS-4154)
- Llámame Amor Mío (A. Minotti, Mapera) Tango 14-12-72 (AVS-4154)
- Mimí Pinsón (A. Roggero, J. Rótulo) Tango 14-12-73 (AVS-4579)
- Sombras Nada Más (F. Lomuto, J.M. Contursi)Tango 11-12-74 (AVS-4308)
- Si Dejaras De Quererme (F. Lomuto, P. Laguna) Tango 11-12-74 (AVS-4308)
- Dímelo Al Oído (F. Lomuto, P. Laguna) Tango 11-12-74 (AVS-4308)
- Muchachita Del Campo (F. Lomuto, M. Romero) Tango 11-12-74 (AVS-4308)
- Para Vos Querida Pebeta (C. Lazzari, E. Franco, E. Truffa) Tango 30-01-75 (AVS-4579)
- Chavero Soy (A. Salgueiro) Tango 30-01-75 (3AE-3827)
- Dialogando Con El Río (J. Polito, A. Orlando) Tango 30-01-75 (3AE-3827)
- Su Pena (C. D'Amico) Tango 30-01-75 (RVP - 6105)
- Romance de Otoño (L.Stazo- F.Silva) Tango 30-01-75 (RVP - 6105)
- Soy un Gorrión Esquinero (MIguel F.Guevara) Tango 30-01-75 (RVP - 6105)

con Dante Smurra (SELLO EL FAROLITO) 1975
- Mi Vida yo la reviento (O.Ramos - E. Franco)
- No te tirés con el Tango (D.Smurra)

Con Los Solistas de D'Arienzo (SELLO MUSIC HALL)  1973/1981
- Mi Vida yo la reviento (O.Ramos - Ernesto Franco) 1973
- Remembranza (M.Melfi - M. Battiestella) 1973
- Sentimiento Gaucho  (Francisco y Rafael Canaro- Juan Caruso) 1973
- Mi Serenata  (Edgardo Donato- Juan Carlos Thorry) 1973
- Andate con ella (N. Ramos - A. Dalton) 1975
- Bésame y Abrázame   (O.Ramos - C. Lazzari) 1975
- El vino triste   (Juan D'Arienzo) 1975
- Nuestro amor es pecado  (O.Ramos - C. Lazzari) 1975
- La Canción de Buenos Aires (Azucena Maizani) (dúo con Alberto Echague) 1977
- Bailate un Tango Ricardo (Ulyses Petit de Murat-Juan D'Arienzo) 1977
- Calla Bandoneón (Oscar Rubens-C. Lazzari)  1977
- Mariposa Fugitiva (E.Moreno - Arturo Gallucci) 1977
- Mi dolor (M.Marcucci - M. Meaños)  1977
- Cuando Miran tus ojos (J.M. Aguilar-E.Cadícamo) (dúo con Alberto Echague) 1979
- La Manzanita (Juan Polito-Carlos Lazzari-Ángel Gatti) (dúo con Alberto Echague) 1979
- En mi sangre vivirás (Héctor Oscar Mambelli) 1979
- Estoy pagando la culpa (Roberto Rufino- Roberto Caló - R. Giménez)  1979
- San Telmo te vio nacer (Dante Gilardoni - Dante Federico Rebechi Filinto) (candombe)  1979
- Yo no merezco este castigo (Dante Gilardoni-Cholo Hernández-Roberto Cassinelli) 1979
- Hermana (Eugenio Majul - R. Abrodos) (dúo con Alberto Echague) 1981
- El poema perdido(Victorel - Leopoldo Diaz Vélez)  1981
- Estrella (R. Casinelli - Cholo Hernández)  1981
- Mariposa Mentirosa (Mapera - Di Rosa- O.Ramos)  1981
- Plegaria para un hijo (O. Ramos-M.A. Pepe- C. Lazzari)   1981

Con Omar Valente (SELLO ALMALI) 1985
- Naranjo en flor (Música: Virgilio Expósito. Letra: Homero Expósito)
- El Último Escalón (Música: Florindo Sassone/Javier Mazzea - Letra: Dante Gilardoni)
- Tanto de otros tiempos (Música: Alberto Marino / Washington Reyes - letra: Ulderino Caserío)
- El encopao (Música: Osvaldo Pugliese- Letra: Enrique Dizeo)

con Mario de Carlo (SELLO ALMALI) 1985
- El pan que repartió (O.Ramos - M.A. Pepe- Mario De Carlo)
- Cuenta nueva (O.Ramos - Mario de Carlo)
- Tu Sangre pasional (Miguel Ángel Pepe - Victorio Russo)
- Como aprender a quererte (Carlos Lucero-Javier Mazzea)
- Ha muerto un corazón (C.Marin - M.A. Pepe - Mapera)
- La piel de Buenos Aires (Pedro Ortiz -Javier Mazzea)

con Los Dandys del Compás (SELLO AS PRODUCCIONES)
- En el salón La Argentina (Osvaldo Tarantino-Luis Giardino) 1993
- Tu Boca Mintió (A.Longo - A. Angelleti) 1997
- El Tigre Millán (Francisco Canaro) 1997
- Andate por Dios (R.Hormaza - E.Blanco) 1997